# Bechuille
Bechuille (także Bé Chuille, Becuille, Bé Chuma) – w mitologii irlandzkiej dobra wiedźma z ludu Tuatha Dé Danann. Pokonała w bitwie złą wiedźmę, Carman.